# Brycea itatiayae
Brycea itatiayae là một loài bướm đêm thuộc phân họ Arctiinae, họ Erebidae.